# جورج تايلر
جورج تايلر (3 أكتوبر 1898 - 24 فبراير 1976) (بالإنجليزية: George Tyler)‏ هو لاعب كريكت بريطاني (وحمل سابقاً جنسية المملكة المتحدة لبريطانيا العظمى وأيرلندا).